# Barcel
Barcel é uma povoação portuguesa do Município de Mirandela que foi sede da extinta Freguesia de Barcel, freguesia que tinha 8,55 km² de área e 126 habitantes (2011), e, por isso, uma densidade populacional de 14,7 hab./km².
A Freguesia de Barcel foi extinta (agregada) pela reorganização administrativa de 2012/2013, tendo o seu território sido agregado ao das Freguesias de Marmelos e de Valverde da Gestosa para criar a União de Freguesias de Barcel, Marmelos e Valverde da Gestosa.

## População
| População da freguesia de Barcel | População da freguesia de Barcel | População da freguesia de Barcel | População da freguesia de Barcel | População da freguesia de Barcel | População da freguesia de Barcel | População da freguesia de Barcel | População da freguesia de Barcel | População da freguesia de Barcel | População da freguesia de Barcel | População da freguesia de Barcel | População da freguesia de Barcel | População da freguesia de Barcel | População da freguesia de Barcel | População da freguesia de Barcel |
| -------------------------------- | -------------------------------- | -------------------------------- | -------------------------------- | -------------------------------- | -------------------------------- | -------------------------------- | -------------------------------- | -------------------------------- | -------------------------------- | -------------------------------- | -------------------------------- | -------------------------------- | -------------------------------- | -------------------------------- |
| 1864                             | 1878                             | 1890                             | 1900                             | 1911                             | 1920                             | 1930                             | 1940                             | 1950                             | 1960                             | 1970                             | 1981                             | 1991                             | 2001                             | 2011                             |
| 187                              | 206                              | 432                              | 184                              |                                  |                                  |                                  |                                  | 315                              | 246                              | 193                              | 241                              | 227                              | 171                              | 126                              |

Nos anos de 1911 a 1940 esta freguesia estava anexada à freguesia de Cobro. Pelo decreto lei nº 37.467, de 05/07/1949, a freguesia foi restaurada e constituída com lugares de Cobro